# Цефалоцеле
Цефалоцеле (розщеплення черепа) — здуття вмісту черепної коробки через кістковий дефект. Черепно-мозгова грижа. Терміном «краніальне менінгоцеле» позначають випинання через дефект тільки мозкових оболон. Наявність у грижовому мішку тканини мозку позначають терміном — «енцефалоцеле».
Цефалоцеле — патологія рідкісна і є компонентом багатьох генетичних синдромів (синдром Меккеля, синдром серединної розколини лиця) і не генетичних (амніотичні перетяжки).
Прогноз залежить від наявності тканини мозку в грижовому мішку і сусідніх гідро- або мікроцефалії. Показане переривання вагітності в будь-якому її терміні.